# Division d'infanterie mécanisée irakienne

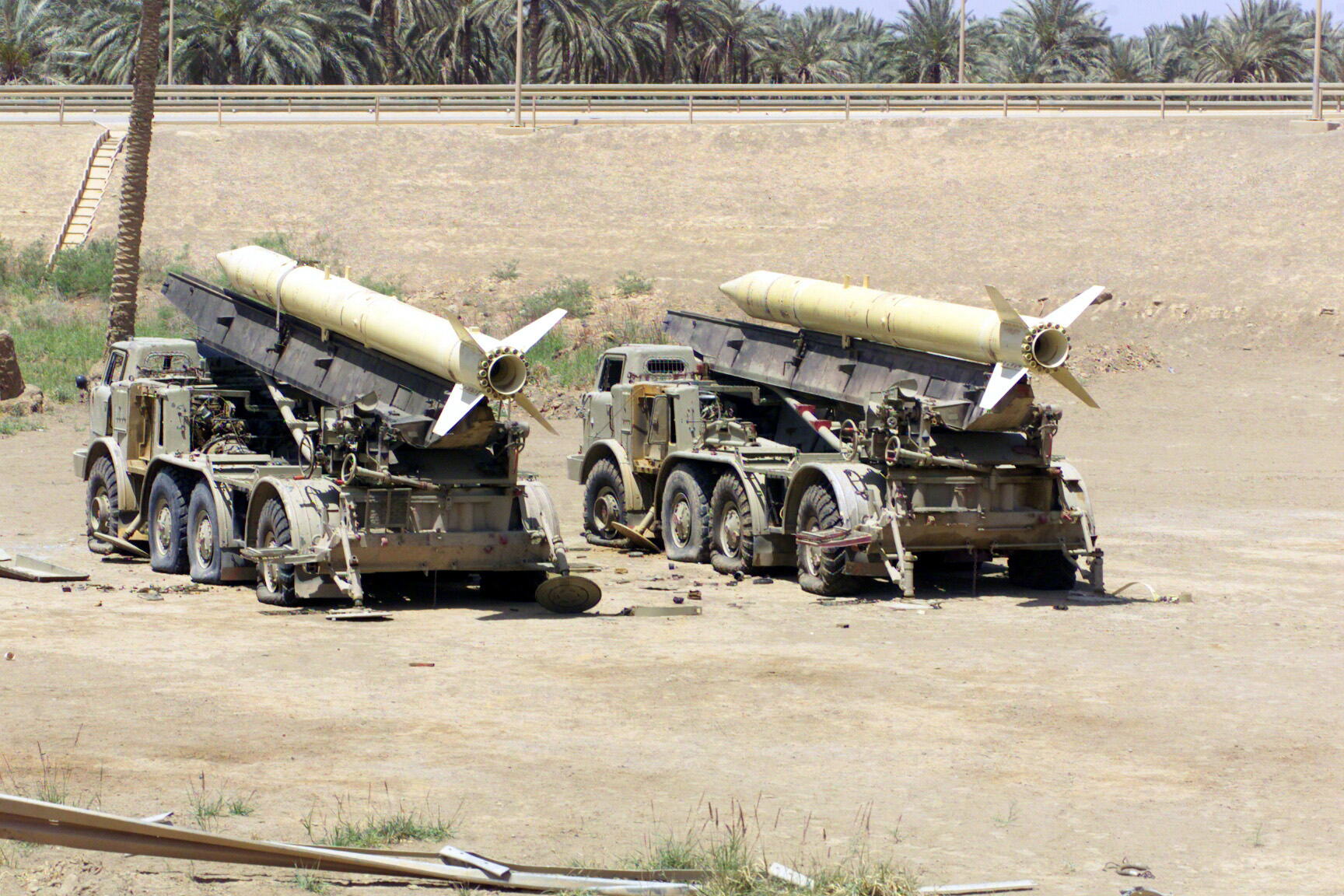
Deux lance-roquette tactique SRBM "sol-sol" Laith-90, dérivé irakien du FROG-7 soviétique, de 90 km de portée, mis en œuvre par la Garde Républicaine, capturés en 2003.

Une division d’infanterie mécanisée de l'armée irakienne durant la guerre Iran-Irak et la guerre du Golfe (1990-1991) comprenait théoriquement aux alentours de 12 900 militaires (8 000 pour une division d’infanterie).
Elle alignait 190 chars d'assaut.

## Organigramme
- P.C. de division

- 3 régiments d’infanterie motorisée
  - 2 500 hommes, 30 T-55, 4 PT-76

- 1 régiment blindé
  - 1 050 hommes, 100 T-55, 4 PT-76

- 1 régiment d’artillerie
  - 1 000 hommes, 54 canons de 122 ou 152 mm

- 1 régiment antiaérien
  - 600 hommes, 24 canons de 100 mm AA

- 1 bataillon lance-missiles
  - 200 hommes, 4 Frog

- 1 bataillon antichars
  - 300 hommes, 18 canons de 100 mm AT ou missile antichar

- 1 bataillon lance-roquettes multiples
  - 250 hommes, 24 BM-21

- Bataillon de reconnaissance : 300 h

- Bataillon de transmissions : 300 h

- Bataillon de génie militaire : 500 h

- Bataillon médical : 300 h

- Bataillon de maintenance : 250 h

- Bataillon de transport : 250 h

- Compagnie de défense chimique : 50 h

## En 2003
Durant la première phase de la guerre d'Irak, une division d'infanterie mécanisée de l'armée régulière irakienne "type 2003" est, équipée en moyenne d'environ 40 chars moyens T-54 (canon à âme rayée de 100 mm, ne tirant pas de munition flèche (OFL), tirant des obus perforants (OP) et des obus à charge creuse (OCC) ne perçant plus la plus grande partie des surfaces blindées des chars lourds de la Coalition, et dont un obus quelconque n'a de chance raisonnable d'atteindre une cible en mouvement lent qu'à moins de 1 000 m), d'environ 120 (VTT) MT-LB (véhicule de transport de troupes dont l’armement principal est une mitrailleuse Kalachnikov de 7,62 mm), disposant de l'équivalent d'une compagnie d'éclairage montée sur véhicules légers, d'une compagnie de missiles antichar (équipée d'un petit nombre de missiles antichar AT-3 Sagger portatifs, demandant un très grand entraînement des servants pour avoir une probabilité raisonnable d'atteindre son but, et ne perçant plus la plus grande partie des surfaces blindées des chars lourds de la Coalition), de deux batteries d'artillerie (canons tractés D-20  et/ou D-30) et d'un petit nombre de véhicules de transport ne permettant pas de déplacer l'ensemble de la "division" en une seule fois, était équivalente à un régiment d’infanterie mécanisée équipé d'AMX-30 B2 (tirant des munitions flèche OFL de 105 mm sur objectif mobile) et de véhicules de combat d'infanterie (VCI) AMX-10 P armés d'un canon de 20 mm efficace à 1 000 m, et ce, uniquement en combat rapproché car, à moyenne distance (1 000–2 000 m), elle n'avait guère plus de valeur qu'un Escadron d’AMX-30 B2 (tirant des munitions flèche OFL de 105 mm sur objectif mobile) et, à grande distance (2 000–3 000 m), elle devait équivaloir à un Peloton de chars lourds de combat Leclerc (tirant en marche des munitions OFL de 120 mm sur objectif mobile). Une "division" mécanisée de l'armée régulière irakienne ne pouvait valablement se battre qu'en zones urbaines ou semi-urbaines, soit à un régiment d'infanterie légère.

## Source
- Magazines Raids de 1991